# Ледник Потанина
Ледни́к Пота́нина (монг. Потанины мөсөн гол) — крупнейший долинный ледник Алтая, расположенный на стыке массива Таван-Богдо-Ула и Монгольского Алтая, в Монголии.
Длина ледника — 19 км, площадь — 56,5 км². Фирновая линия лежит на высоте 3630 м; язык спускается до 2900 м, нижняя часть покрыта мореной. Ледник служит истоком реки Цаган-Гол, левого притока Ховда.
Ледник был открыт русским учёным Василием Сапожниковым в 1905 году и назван им в честь географа и этнографа Григория Потанина.